# Merindad
Merindad – jednostka administracyjna funkcjonująca od średniowiecza w niektórych państwach na Półwyspie Iberyjskim. Stanowiła pośrednią warstwę między administracją centralną a lokalną. Zarządcą jednostki był merino.

## Aragonia
Podział Aragonii na merindades miał znaczenie wyłącznie podatkowe. W 1274 roku było ich 6: Saragossa, Tarazona, Ejea, Huesca, Barbastro i Jaca.

## Kastylia
Kastylia była podzielona na 17 merindades. Nazwa pozostała w nazewnictwie niektórych gmin, na przykład Villarcayo de Merindad de Castilla la Vieja.

## Nawarra

Podział Nawarry na gminy zgrupowane w merindades

W Królestwie Nawarry podział na merindades pojawił się w XIII wieku. Za czasów Tybalda II było ich 4: de Montañas, Sangüesa, Tierras de Estella i Ribera. Obszar Ultrapuertos (wokół Saint-Jean-Pied-de-Port na terenie dzisiejszej Francji) nie był objęty podziałem na merindades.
Początkowo przebieg granicy pomiędzy Tierras de Estella a Ribierą często się zmieniał, jednak ustalił się do końca XIII wieku. W 1407 roku utworzony został merindad Olite z ziem wcześniej należących do Sangüesa, Ribera i Estella. Poza tym podział nie ulegał większym zmianom aż do XIX wieku.
Podział na merindades funkcjonuje do dziś.